# Mariusz Ambroziak
Mariusz Tomasz Ambroziak (ur. 24 listopada 1969 w Sochaczewie) – polski polityk, broker, poseł na Sejm III kadencji.

## Życiorys
W 1990 ukończył Technikum w Zespole Szkół Zawodowych im. Wilhelma Piecka w Ursusie. W latach 80. pracował w Zrzeszeniu Przemysłu Ciągnikowego „Ursus”. Od 1986 należy do NSZZ „Solidarność”, w 1992 zakładał Krajową Sekcję Młodych związku. Przewodniczył ursuskiemu Komitetowi Obywatelskiemu. W latach 1994–1995 był członkiem Rady ds. Młodzieży przy prezydencie Lechu Wałęsie. Od 1996 do 2001 należał do Zjednoczenia Chrześcijańsko-Narodowego. Od 1997 do 1999 był doradcą sekretarza Komitetu Społecznego Rady Ministrów.
W 2001 przez kilka miesięcy pełnił funkcję posła III kadencji wybranego z listy Akcji Wyborczej Solidarność (zastąpił Pawła Jarosa). W wyborach parlamentarnych w tym samym roku bez powodzenia ubiegał się o reelekcję z listy AWSP w okręgu płockim (otrzymał 2305 głosów). Po zakończeniu pracy w parlamencie znalazł się wśród założycieli regionalnego ugrupowania „Wspólnota Samorządowa Województwa Mazowieckiego” (następnie pod nazwą „Mazowiecka Wspólnota Samorządowa”), został jego wiceprezesem. W 2010 był koordynatorem wyborczym Krajowej Wspólnoty Samorządowej, a w 2014 startował z listy MWS do sejmiku mazowieckiego (komitet nie uzyskał mandatów). Zasiadł w zarządzie głównym powołanego w 2015 Stowarzyszenia Chrześcijańsko-Narodowego.
W 1998 został prezesem Brokerskiego Centrum Ubezpieczeniowego „AMA”. W 2002 był współzałożycielem Polskiej Izby Brokerów Ubezpieczeniowych i Reasekuracyjnych.
W 2011 odznaczony Złotym Krzyżem Zasługi, w 2021 otrzymał Krzyż Wolności i Solidarności. Jest współautorem książki Kraj odzyskiwany (wspólnie z Łukaszem Perzyną, wyd. Warszawska Wspólnota Samorządowa, Warszawa 2012) poświęconej demokracji lokalnej w Polsce.